# Crown Heights (Dutchess County)
Crown Heights ist ein Weiler und Census-designated place im Dutchess County, New York, in den Vereinigten Staaten. Im Jahr 2010 hatte der Ort 2840 Einwohner.
Crown Heights liegt in der Town of Poughkeepsie an der westlichen Stadtgrenze.

## Geographie
Crown Heights’ geographische Koordinaten sind 41° 38′ N, 73° 56′ W.
Nach den Angaben des United States Census Bureaus hat der CDP eine Fläche von 7,0 km², wovon 5,5 km² auf Land und 1,5 km² (= 20,45 %) auf Gewässer entfallen.

## Demographie
Zum Zeitpunkt des United States Census 2000 bewohnten Crown Heights 2992 Personen. Die Bevölkerungsdichte betrug 539,8 Personen pro km². Es gab 1045 Wohneinheiten, durchschnittlich 188,5 pro km². Die Bevölkerung Crown Heights’ bestand zu 82,92 % aus Weißen, 9,09 % Schwarzen oder African American, 4,38 % Asian, 1,84 % gaben an, anderen Rassen anzugehören und 1,77 % nannten zwei oder mehr Rassen. 6,55 % der Bevölkerung erklärten, Hispanos oder Latinos jeglicher Rasse zu sein.
Die Bewohner von Crown Heights verteilten sich auf 1019 Haushalte, von denen in 40,8 % Kinder unter 18 Jahren lebten. 64,0 % der Haushalte stellten Verheiratete, 11,3 % hatten einen weiblichen Haushaltsvorstand ohne Ehemann und 20,1 % bildeten keine Familien. 16,8 % der Haushalte bestanden aus Einzelpersonen und in 6,5 % aller Haushalte lebte jemand im Alter von 65 Jahren oder mehr alleine. Die durchschnittliche Haushaltsgröße betrug 2,93 und die durchschnittliche Familiengröße 3,29 Personen.
Die Bevölkerung verteilte sich auf 29,2 % Minderjährige, 5,7 % 18–24-Jährige, 30,4 % 25–44-Jährige, 22,4 % 45–64-Jährige und 12,3 % im Alter von 65 Jahren oder mehr. Das Durchschnittsalter betrug 37 Jahre. Auf jeweils 100 Frauen entfielen 96,3 Männer. Bei den über 18-Jährigen entfielen auf 100 Frauen 94,9 Männer.
Das mittlere Haushaltseinkommen in Crown Heights betrug 60.994 US-Dollar und das mittlere Familieneinkommen erreichte die Höhe von 67.019 US-Dollar. Das Durchschnittseinkommen der Männer betrug 44.511 US-Dollar, gegenüber 33.281 US-Dollar bei den Frauen. Das Pro-Kopf-Einkommen in Crown Heights war 22.149 US-Dollar. 2,0 % der Bevölkerung und 1,5 % der Familien hatten ein Einkommen unterhalb der Armutsgrenze, davon waren 3,0 % der Minderjährigen und 2,7 % der Altersgruppe 65 Jahre und mehr betroffen.